# Мусклимахи
Мусклимахи (дарг. Мусклимахьи) — село Дахадаевского района Дагестана. Входит в Ураринский сельсовет.

## География
Село находится на высоте 1634 м над уровнем моря. Ближайшие населённые пункты — Дуакар, Куркимахи, Гузбая, Сутбук, Какаци, Мукракари, Туракаримахи, Урхнища, Уркутамахи-1, Уркутамахи-2.

## Население
| 1895 | 1926 | 1939 | 1970 | 1989 | 2002 | 2010 |
| ---- | ---- | ---- | ---- | ---- | ---- | ---- |
| 70   | ↘46  | ↗63  | ↘50  | ↗58  | ↘39  | ↘0   |
| 2021 |      |      |      |      |      |      |
| ↗19  |      |      |      |      |      |      |